# Melty Love
"Melty Love" é o single de estreia da banda japonesa de rock visual kei Shazna, lançado em 27 de agosto de 1997 pela gravadora BMG Japan. É seu primeiro lançamento em uma grande gravadora e é considerado o maior sucesso da banda, seguido por "Sumire September Love".
A canção foi usada como tema de encerramento do programa de TV japonês Tokoro-san no o Baka de Ikou.

## Desempenho comercial
Entrou na Oricon Singles Chart na quinta posição e posteriormente alcançou a segunda. Na Planet Singles Chart, ficou em primeiro lugar.
Foi certificado disco de platina pela RIAJ em outubro de 1997 e vendeu cerca de 880 mil cópias no total.

## Legado
"Melty Love" foi incluída no álbum de compilação da Universal The Original (2010), que reuniu canções importantes da geração dos anos 1990 do movimento visual kei. Em 2011, o BugLug fez um cover de "Melty Love" no álbum de compilação Crush! -90 V-Rock Best Hit Cover Songs-. Ele apresenta bandas visual kei atuais fazendo covers de bandas que foram importantes para o movimento dos anos 90.

## Faixas
Todas as letras escritas por Izam, todas as músicas compostas por A・O・I.
| N.º            | Título                               | Duração |  |
| 1.             | "Melty Love"                         | 5:21    |  |
| 2.             | "Raspberry Time"                     | 5:34    |  |
| 3.             | "Melty Love (Non Vocal Version)"     | 5:22    |  |
| 4.             | "Raspberry Time (Non Vocal Version)" | 4:43    |  |
| Duração total: | Duração total:                       | 21:00   |  |

## Ficha técnica
- Izam - vocal
- A・O・I  - guitarra
- Niy - baixo